# Rząśnia
Rząśnia (deutsch Rzasnia, 1943–1945 Ronsau) ist ein Dorf und Sitz der gleichnamigen Gemeinde im Powiat Pajęczański der Woiwodschaft Łódź, Polen.

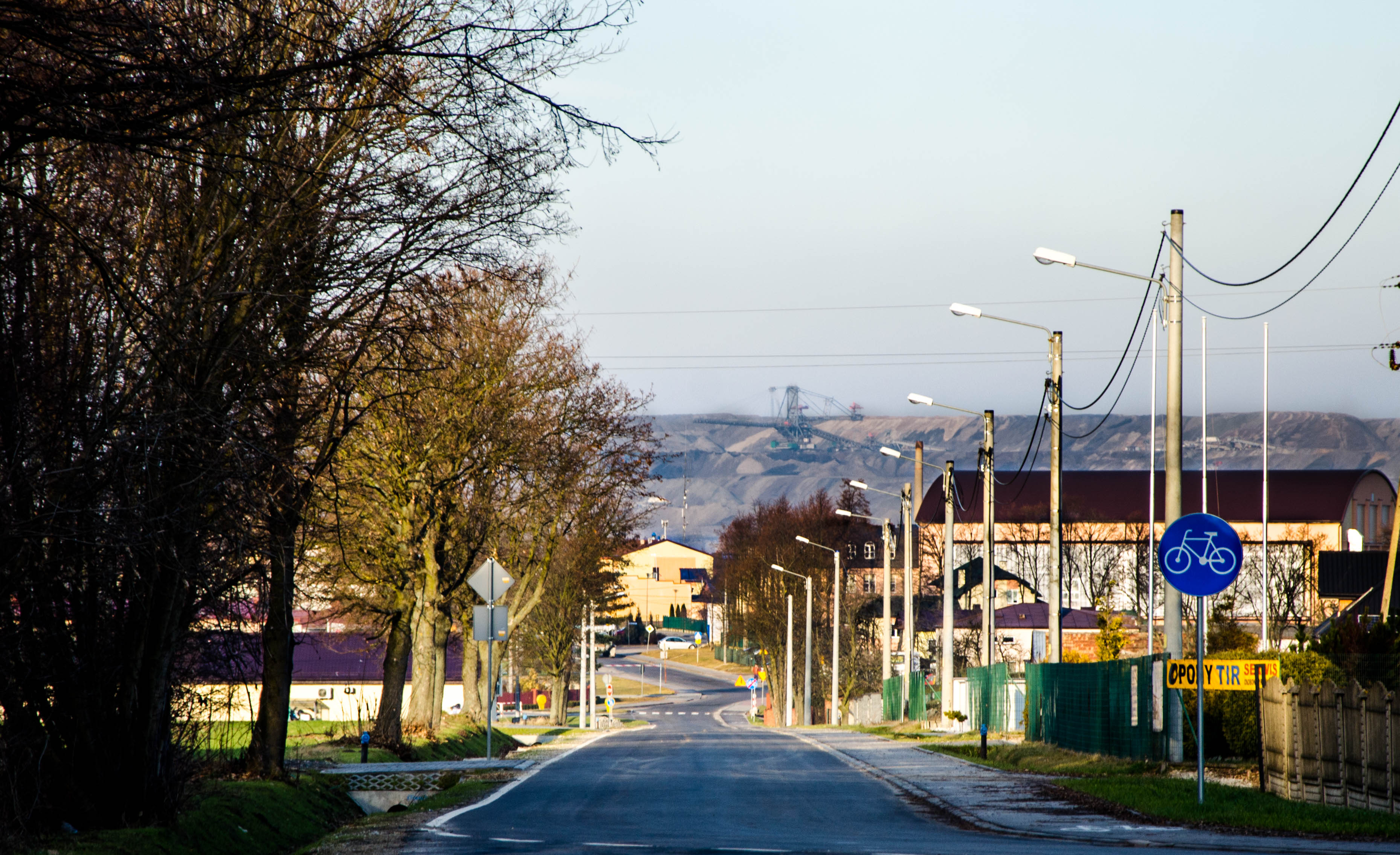
Rząśnia und Lignitgrube
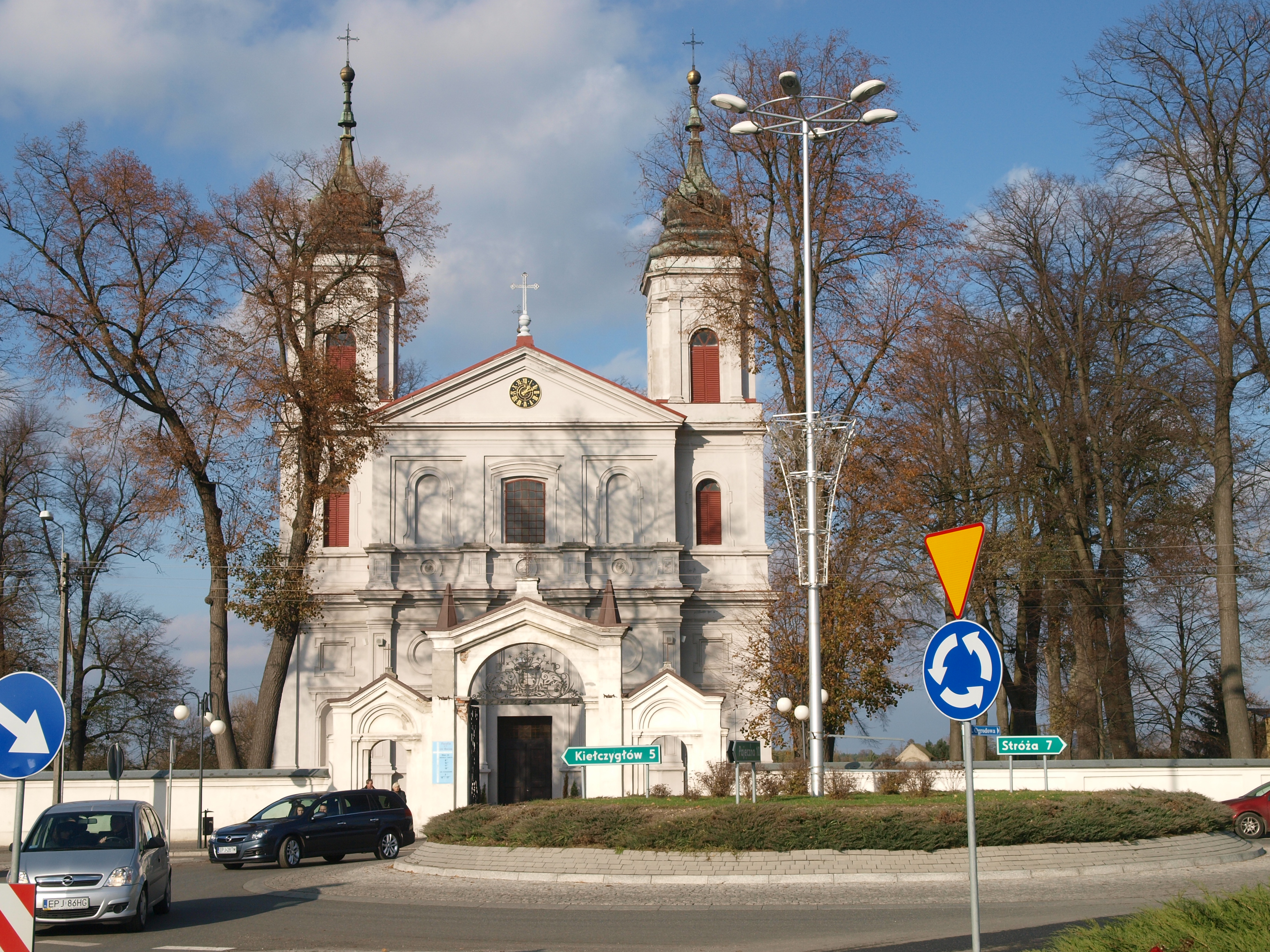
St.-Rochus-Kirche
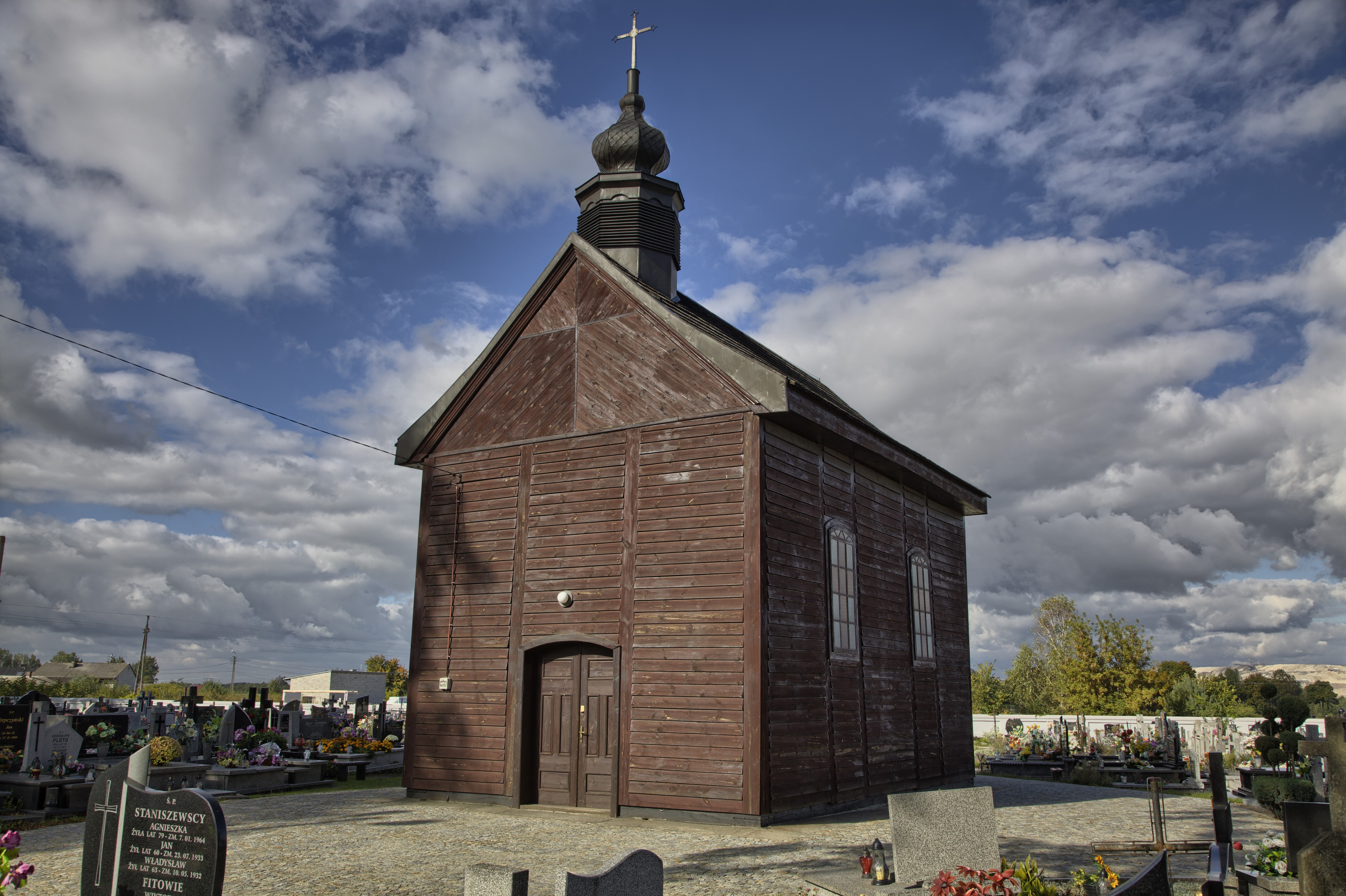
Kapelle am Friedhof

## Gemeinde
Zur Landgemeinde Rząśnia gehören 15 Ortschaften mit einem Schulzenamt.